# AS Niamey
Association Sportive Niamey w skrócie AS Niamey – nigerski klub piłkarski grający w nigerskiej pierwszej lidze, mający siedzibę w mieście Niamey.

## Sukcesy
- I liga[1]:
  - mistrzostwo (3): 1980, 1981, 1982.

- Puchar Nigru[2]:
  - zwycięstwo (3): 1979, 1980, 1981.
  - finał (1): 1982.

## Występy w afrykańskich pucharach
| Sezon | Rozgrywki       | Runda   | Kraj                     | Klub                  | Dom | Wyjazd | Dwumecz |
| ----- | --------------- | ------- | ------------------------ | --------------------- | --- | ------ | ------- |
| 1980  | Puchar Mistrzów | 1       | Mali                     | Djoliba Athletic Club | 0–1 | 0–2    | 0–3     |
| 2003  | Liga Mistrzów   | wstępna | Mauretania               | FC Nouadhibou         | 1–0 | 1–2    | 2–2     |
| 2003  | Liga Mistrzów   | 1       | Wybrzeże Kości Słoniowej | ASEC Mimosas          | 2–2 | 0–3    | 2–5     |

## Stadion
Domowe mecze klub rozgrywa na stadionie o nazwie Stade Général Seyni Kountché w Niamey. Stadion może pomieścić 35000 widzów.